# Раково (Словаччина)
Раково (словац. Rakovo) — село, громада округу Мартін, Жилінський край, регіон Турєц. Кадастрова площа громади — 5,42 км².
Населення 375 осіб (станом на 31 грудня 2018 року).

## Географія
Протікають Блатницький потік і Карловський потік.

## Історія
Раково згадується 1244 року.

## Населення
| Рік:            | 1994. | 2004.    | 2014.   | 2024.    |
| --------------- | ----- | -------- | ------- | -------- |
| Кількість осіб: | 242   | 317      | 333     | 398      |
| Різниця:        |       | +30,99 % | +5,04 % | +19,51 % |

| Рік:            | 2023. | 2024.   |
| --------------- | ----- | ------- |
| Кількість осіб: | 385   | 398     |
| Різниця:        |       | +3,37 % |